# Осцилаторно коло
У електроници неко ЛЦ коло, које се назива резонантно коло, резервоар кола, или подесиво коло, састоји се од две електронске компоненте а повезан заједно; индуктор, коју заступа слова Л, а кондензатор, представљен словом Ц. Коло може да делује као електрични резонатор, електрични аналог и звучна виљушка, складиштење енергије осцилујућег у струјном колу у резонантној фреквенцији.
ЛЦ кола се користе или за генерисање сигнала у одређеној фреквенцији, или брање сигнала на одређеној фреквенцији од сложенијег сигнала. Оне су кључне компоненте у многим електронским уређајима, посебно радио уређаја, који се користе у колима, као што су осцилатори, филтери, тјунери.
ЛЦ коло је идеализован модел јер подразумева непостојеће расипање енергије, због отпора. Свака практична имплементација ЛЦ кола ће увек укључивати губитак услед малог али ненултог отпора унутар компоненти и прикључних жица. Сврха ЛЦ кола је обично да осцилују са минималним пригушењима, па је сам отпор направљен што нижим могућим. Иако нема практичне коло је без губитака, то је ипак поучно да уче овај идеални облик кола да стекну разумевање и физичку интуицију. За коло модел који укључује отпор, погледајте РЛЦ коло.

## Операција
ЛЦ коло може да ускладишти електричну енергију, осцилујући на својој резонантној фреквенцији. Погледајте анимацију у праву. Кондензатор складишти енергију у електрично поље (Е) између његових плоча, у зависности од напона преко њега, и индуктор складишти енергију у свом магнетном пољу (Б), у зависности од струје кроз њега.
Ако је оптужен кондензатор повезан преко калема, оптужба ће почети да тече кроз индуктор, градећи магнетно поље око њега и смањење напона на кондензатору. На крају све наплаћује на кондензатору ће нестати и напон преко ње ће достићи нулу. Међутим, струја ће се наставити, јер индуктори опиру променама у струји. Енергија која га држи да тече се вади из магнетног поља, која ће почети да опада. Струја ће почети да наплаћују кондензатору са напоном од супротног поларитета у свој првобитни накнаде. Када магнетно поље је у потпуности расипа струја ће се зауставити и пуњења ће поново бити ускладиштена у кондензатору, са супротног поларитета као и раније. Тада циклус ће поново почети, са струја тече у супротном смеру кроз индуктор.
Оптужба тече и назад између плоча кондензатора, кроз индуктор. Енергија осцилује напред и назад између кондензатора и калема док (ако не пунити снаге из спољашњег круга) интерни отпорност чини осцилације изумрети. Његова радња, математички познат као хармонијског осцилатора, је сличан клатно њише напред-назад, или вода слосхинг назад у резервоар. Из тог разлога коло се зове 'тенк коло'. Осцилација фреквенција је одређена капацитивност и индуктивност вредности. У типичним подешеним кола у електронској опреми су осцилације су веома брзо, хиљаде на милионе пута у секунди.

## Ефекат резонанце
Ефекат резонанце долази када су индуктивни и капацитивни реактанс једнаки у величини. Фреквенција на којој ова једнакост важи за одређени коло се зове резонантна фреквенција.
Резонантна фреквенција LC кола је
{\displaystyle \omega _{0}={1 \over {\sqrt {LC}}}}
Где је L индуктивност у хенријима, и C је капацитивност у фарадима. Угаона фреквенција {\displaystyle \omega _{0}\,} има јединице радијан по секунди.
Еквивалент фреквенција у јединицама херц је
{\displaystyle f_{0}={\omega _{0} \over 2\pi }={1 \over {2\pi {\sqrt {LC}}}}.}
LC кола се често користе као филтери, L / C однос је један од фактора који одређује њихово "К" и тако селективност. За серије резонантно коло са датом отпора, виши индуктивности и капацитивности доњем, ужи филтера пропусног опсега. За паралелно резонантно коло супротно важи. Позитивна повратна око тунед коло ("регенерација") такође може да повећа селективност (види К мултипликатор и Регенеративна коло).
Стаггер Тунинг може да обезбеди прихватљиво широк аудио пропусни опсег, још добру селективност.

## Апликације
Резонанца ефекат ЛЦ кола има многе важне примене у обради сигнала и комуникационих система.
1. Најчешћи примена резервоара кола је  подешавање  радио предајника и пријемника. На пример, када мелодија радио на одређену станицу, ЛЦ кола су постављени на резонанцу за ту превозник фреквенција.
2. Серија резонантна кола обезбеђује напона увећања.
3. Паралелно резонантно коло пружа тренутно увећање.
4. Паралелно резонантно коло може да се користи као импеданса излазног кола у РФ појачала. Због високе импедансе, добитак од појачала је максимум на резонантне фреквенције.
5. И паралелне и серије резонантних кола се користе у индукционог грејања.

ЛЦ кола понашају као електронске резонатора, које су кључна компонента у многим апликацијама:
- Појачала
- Осцилатори
- Филтери
- Тјунери
- Батерије
- Фостер-Сеелеи дискриминатор
- Бесконтактних картица и
- Графика таблета и
- Електронски надзор Члан (Безбедност Ознаке).

## Решење временског домена

### Кирхоф закон
По другом Кирховом закону, напон преко кондензатор, VC, плус напон преко индуктор, VL мора бити једнак нули:
{\displaystyle V_{C}+V_{L}=0.\,}
Исто тако, по Кирховом струјном закону, струја кроз кондензатор једнака струја кроз индуктор:
{\displaystyle i_{C}=i_{L}.\,}
Од конститутивних елемената односа за кола, ми такође знамо да је
{\displaystyle V_{L}(t)=L{\frac {di_{L}}{dt}}\,}
и
{\displaystyle i_{C}(t)=C{\frac {dV_{C}}{dt}}.\,}

### Диференцијална једначина
Преуређивање и заменом даје другог реда диференцијална једначина
{\displaystyle {\frac {d^{2}i(t)}{dt^{2}}}+{\frac {1}{LC}}i(t)=0.\,}
Параметар ω0, резонантна угаона фреквенција, се дефинише као:
{\displaystyle \omega _{0}={1 \over {\sqrt {LC}}}}
Користећи овај може да поједностави диференцијалну једначину
{\displaystyle {\frac {d^{2}i(t)}{dt^{2}}}+\omega _{0}^{2}i(t)=0.\,}
Повезана је полином
{\displaystyle s^{2}+\omega _{0}^{2}=0}
Стога,
{\displaystyle s=+j\omega _{0}\,}
или
{\displaystyle s=-j\omega _{0}\,}
где је j имагинарна јединица.

### Решење
Тако, комплетно решење за диференцијалне једначине је
{\displaystyle i(t)=Ae^{+j\omega _{0}t}+Be^{-j\omega _{0}t}\,}
и може да се реши за А и Б разматрањем почетне услове.
Пошто је експоненцијална комплекс, раствор представља синусоидални наизменичне струје.
Пошто електрична струја Ја је физички количина, она мора бити у реалном цењена. Као резултат тога, може се показати да константе' и Б мора бити Сложена Коњугат и:
{\displaystyle A=B^{*}}
Сада, нека
{\displaystyle A={I_{0} \over 2}e^{j\phi }}
Стога,
{\displaystyle B={I_{0} \over 2}e^{-j\phi }}
Даље, можемо користити Ојлеров конфигурација да би се добио прави синусоид са амплитудом I 0, угаоне фреквенције ω0  = (ЛЦ)−1/2, а фазни угао {\displaystyle \phi }.
Стога, добијени раствор постаје:
{\displaystyle i(t)=I_{0}\cos(\omega _{0}t+\phi ).\,}
и
{\displaystyle V(t)=L{\frac {di}{dt}}=-\omega _{0}LI_{0}\sin(\omega _{0}t+\phi )\,}

### Почетни услови
Почетни услови који ће задовољити овај резултат су:
{\displaystyle i(t=0)=I_{0}\cos(\phi ).\,}
и
{\displaystyle V(t=0)=L{\frac {di}{dt}}(t=0)=-\omega _{0}LI_{0}\sin(\phi ).\,}

## Редно LC коло
У конфигурацији низа ЛЦ кола, индуктор Л и Ц кондензатора су повезани у низ, као што је овде приказано. Укупан напон В преко отворених терминала је једноставно збир напона преко индуктор и напон преко кондензатор. Садашњи ја тече у позитиван пол кола једнака струја тече кроз оба кондензатора и калема.
{\displaystyle v=v_{L}+v_{C}\,}
{\displaystyle i=i_{L}=i_{C}\,}

### Резонанца
Индуктивни реактанса магнитуда ({\displaystyle \scriptstyle X_{L}\,}) повећава као фреквенција повећава, док капацитивна реактанса магнитуда ({\displaystyle \scriptstyle X_{C}\,}) смањује са повећањем фреквенције. На одређеној фреквенцији ове две реацтанцес су једнаки у величини, али напротив у знаку. Фреквенција на којој се то деси је резонантна фреквенција ({\displaystyle \scriptstyle f_{0}\,}) за дата кола.
Према томе, у резонанце:
{\displaystyle X_{L}=-X_{C}\,}
{\displaystyle {\omega {L}}={{1} \over {\omega }{C}}\,}
Решавање за <матх> \ сцриптстиле \ омега </ матх>, имамо
{\displaystyle \omega =\omega _{0}={1 \over {\sqrt {LC}}}}
који је дефинисан као резонантне угаоне фреквенције кола.
Претварање угаоне фреквенције (у радијанима у секунди) у фреквенцији (у херца), имамо
{\displaystyle f_{0}={\omega _{0} \over 2\pi }={1 \over {2\pi {\sqrt {LC}}}}}
У конфигурацији серија, XC and XL потиру. У реалним, него идеализованим компоненти струја се противи, углавном отпор намотаја калема. Дакле, струја испоручује на серије резонантно кола је максимум у резонанце.
- У лимита као {\displaystyle \scriptstyle f\to f_{0}} струја је максимална. Импедансу је минимална. У овом стању коло се зове акцептор коло .
- За {\displaystyle \scriptstyle f<f_{0}}, {\displaystyle \scriptstyle X_{L}\;\ll \;(-X_{C})\,}. Стога коло је капацитивни.
- За {\displaystyle \scriptstyle f>f_{0}}, {\displaystyle \scriptstyle X_{L}\;\gg \;(-X_{C})\,}. Стога коло је индуктивна.

### Импеданса
У конфигурацији серије, резонанца се јавља када комплекс електрична импеданса кола приступа нули.
Прво размотрити импеданса од серије ЛЦ кола. Укупна импеданса даје збир индуктивних и капацитивних импеданси:
{\displaystyle Z=Z_{L}+Z_{C}}
По писању индуктивни импедансу као ZL = jωL и капацитивни импедансе као ZC = (jωC)−1 и заменом имамо
{\displaystyle Z(\omega )=j\omega L+{\frac {1}{j{\omega C}}}} .
Писање овај израз под заједнички именитељ даје
{\displaystyle Z(\omega )=j{\frac {(\omega ^{2}LC-1)}{\omega C}}} .
Коначно, дефинисање природни угаону фреквенцију као
{\displaystyle \omega _{0}={1 \over {\sqrt {LC}}}}
импеданса постаје
{\displaystyle Z(\omega )=jL{\bigg (}{\omega ^{2}-\omega _{0}^{2} \over \omega }{\bigg )}} .
Бројилац подразумева да у лимит као {\displaystyle \omega \to \pm \omega _{0}} укупан импеданса З ће бити нула и иначе не-нула. Због серије ЛЦ кола, када су повезани у низу са оптерећењем, ће деловати као Банд-пасс филтер има нулту импедансу на резонантне фреквенције ЛЦ кола.

## Паралелно LC коло
У паралелној конфигурацији, индуктор Л и Ц кондензатор су повезани паралелно, као што је овде приказано. Напон в преко отвореног терминала једнак на оба напона преко индуктор и напона преко кондензатор. Укупна струја и тече у позитиван пол кола је једнака збиру струја тече кроз индуктор и струја тече кроз кондензатор.
{\displaystyle v=v_{L}=v_{C}\,}
{\displaystyle i=i_{L}+i_{C}\,}

### Резонанца
Нека је Р унутрашња отпорност калема. Када је XL једнако XC, реактивне филијала струје су једнака и супротна. Отуда они поништавају једни друге да дају минималну струју у главној линији. Од укупно струја је минимална, у овом стању укупна импеданса је максимум.
Резонантне фреквенције дао: {\displaystyle f_{0}={\omega _{0} \over 2\pi }={1 \over {2\pi {\sqrt {LC}}}}}.
Уму да било који реактивни грана струја није минимум у резонанцу, али сваки је дата посебно дељењем извор напона (В) би реактивне (З). Стога I=V/Z, по Омовом закону.
- У f0, линија струја је минимална. Укупна импеданса је максимум. У овом стању коло се зове Рејецтор коло
- Испод f0, коло је индуктивна.
- Изнад f0, коло је капацитивни.

### Импеданса
Исто анализа може да се примени на паралелном ЛЦ кола. Укупна импеданса је тада дао:
{\displaystyle Z={\frac {Z_{L}Z_{C}}{Z_{L}+Z_{C}}}}
и после супституције {\displaystyle \scriptstyle Z_{L}} and {\displaystyle \scriptstyle Z_{C}} и поједностављења, даје
{\displaystyle Z(\omega )=-j{\frac {\omega L}{\omega ^{2}LC-1}}}
што додатно поједностављује до
{\displaystyle Z(\omega )=-j{\bigg (}{1 \over C}{\bigg )}{\bigg (}{\frac {\omega }{\omega ^{2}-\omega _{0}^{2}}}{\bigg )}}
где
{\displaystyle \omega _{0}={1 \over {\sqrt {LC}}}}
Имајте на уму да
{\displaystyle \lim _{\omega \to \pm \omega _{0}}Z(\omega )=\infty }
али за све остале вредности <матх> \ сцриптстиле \ омега </ матх> импеданса је коначан. Паралелно ЛЦ коло повезан у серији са оптерећењем ће деловати као Банд-стоп филтер има бесконачну импедансу на резонантне фреквенције ЛЦ кола. Паралелно ЛЦ коло повезан паралелно са оптерећењем ће деловати као Банд-пасс филтер.

## Историја
Први доказ да кондензатор и индуктор производити електричне осцилације је откривена у 1826 од стране француског научника Феликс Савари. Он је утврдио да када лајденска јар је отпуштен кроз жице рану око гвозденом игле, понекад игла је оставио магнетише у једном правцу, а понекад у супротном смеру. Он је исправно закључити да је то била изазвана амортизовани осциловања струје пражњења у жице, који обрнутог магнетизам игле и назад док је био премали да има ефекат, остављајући иглу магнетизованој у случајном правцу. Амерички физичар Јосепх Хенри поновио САВАРИ је експеримент у 1842 и дошао до истог закључка, очигледно независно.
британски научник Вилијам Томсон (Лорд Келвин) у 1853 показао математички да би испуштање у Леидену тегле, кроз индуктивност бити осцилаторно, а изведен њен звонак фреквенција. британске радио истраживач Оливер Лодге, по пражњење велику батерију Леидену тегле кроз дуг жица, створио подешен коло са својим резонантне фреквенције у аудио опсега, који у продукцији музичке звона из искре када је отпуштенУ 1857, немачки физичар Беренд Вилхелм Федерсен фотографисао искра производи резонантним лајденска боца кола у ротирајућем огледалу, пружајући видљив доказ осцилација <реф наме="Бланцхард" /> У 1868. , шкотски физичар Џејмс Клерк Максвел израчунава ефекат применом наизменичну струју у колу са индуктивности и капацитивности, показујући да одговор је максимум на резонантне фреквенције први пример. електрични резонанца крива је објављен у 1887 од стране немачког физичара Хајнрих Херц у свом пионирском раду на откривању радио-таласа, показује дужину варница може добити од својих варница-гап ЛЦ резонатор детекторе као функција фреквенција.
Један од првих демонстрација резонанце између подешеним кола била лозе "Синтониц тегле" експеримент око 1889 Он ставља два резонантних кола на сваки следећи. други, сваки састоји од Лајденске тегле повезан са подесиви један заузврат калема са одводнику. Када је примењен висок напон од индукционог калема на једну подешеном колу, стварајући варнице и на тај начин осциловања струје, варнице су узбуђени у другом колу подешен само када су кола су прилагођени резонанце. Лодге и неки енглески научници радије термин " Синтони" за овај ефекат, али термин " резонанца" на крају заглавила. Први практичну примену за ЛЦ кола била у 1890 у варница-гап радио предајници да би пријемник и предајник да буду подешени на исту фреквенцију. Први патент за радио систем који је омогућавао подешавање је поднела ложе у 1897, иако су први практични системи су измислили у 1900 од стране италијанске радио пионир Гуљелмо Маркони.